# Saint Vincent Seminary

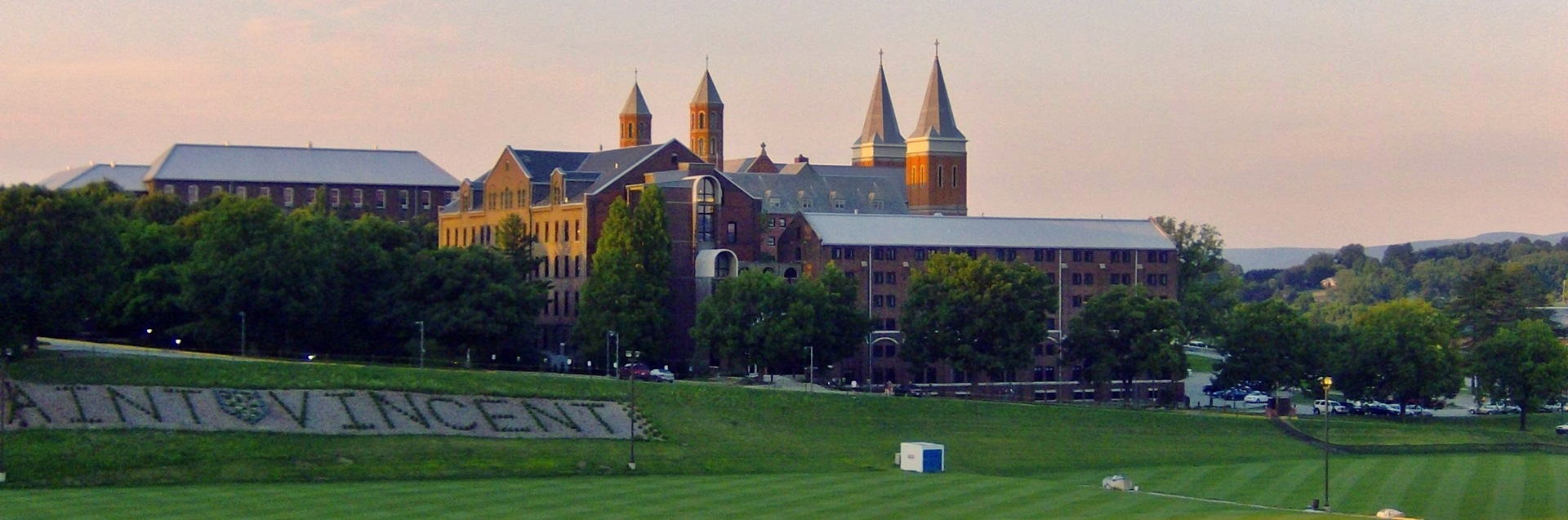
Panorama avec la basilique Saint-Vincent.

Le séminaire Saint-Vincent (Saint Vincent Seminary) est un séminaire catholique situé aux États-Unis à Latrobe en Pennsylvanie. Il a été fondé par le R.P. Boniface Wimmer en 1846, venu de l'abbaye Saint-Michel de Metten en Bavière, pour fonder l'archi-abbaye Saint-Vincent, premier monastère bénédictin d'Amérique du Nord. C'est le quatrième séminaire par ordre d'ancienneté des États-Unis. Il se trouve au sein de l'abbaye bénédictine de Latrobe.
Ce séminaire est officiellement établi le 24 août 1855 par une lettre apostolique du pape Pie IX. Les unités de valeur dans le domaine profane sont conférées en vertu d'une charte garantie par un acte législatif de l'État de Pennsylvanie du 18 avril 1870. Depuis 1870, plus de 300 étudiants y ont obtenu un Master of Arts et plus de 400 un Master of Divinity. Plus de 2 400 étudiants y ont été ordonnés prêtres pour des diocèses ou divers ordres ou congrégations.

## Anciens élèves notables
- John A. Cippel, prêtre du diocèse de Saint Petersburg, missionnaire en Afrique, membre de l'I.P.F.[1]
- Hugh Boyle (1873-1950), évêque de Pittsburgh de 1921 à 1950
- James Renshaw Cox (en)] (1886–1951), prêtre du diocèse de Pittsburgh, surnommé le « curé des pauvres », candidat pour les élections présidentielles de 1932
- Carl Hensler (1898-1984), prêtre du diocèse de Pittsburgh, activiste, cofondateur de la Catholic Radical Alliance
- Mgr Paul Lenz (1925- ), directeur du Bureau of Catholic Indian Missions (1975-2007)
- Cardinal George Mundelein (1872-1939), archevêque de Chicago (1916-1939)
- Rembert Weakland O.S.B., (1927-), archevêque émérite de Milwaukee
- René Henry Gracida (1923-), évêque de Corpus Christi (1983-1997)
- Charles Owen Rice, prêtre du diocèse de Pittsburgh, activiste, cofondateur de la Catholic Radical Alliance
- Archi-abbé Denis Strittmatter O.S.B. (1896-1971)
- Archi-abbé Paul Maher, archi-abbé de Saint-Vincent de Latrobe (1983-1990)
- Archi-abbé Douglas Nowicki O.S.B., (1945-), archi-abbé de Saint-Vincent de Latrobe